# Le Mystère
Pour la nouvelle de Tchekhov, voir Le Mystère (nouvelle).
Pour les articles homonymes, voir Mysterium.

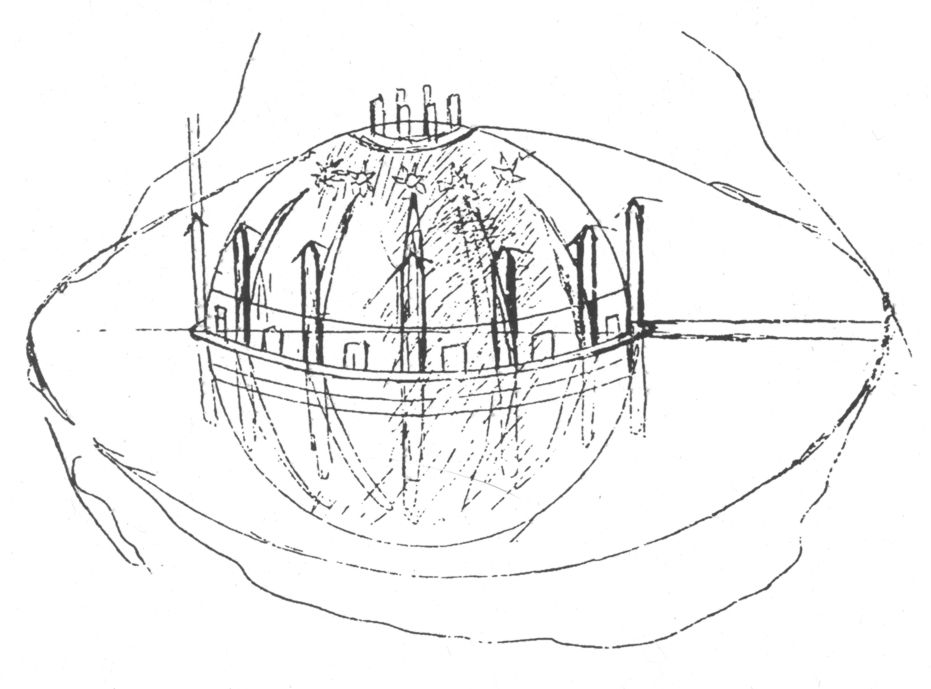
Croquis de la salle de concert sphérique prévue pour Le Mystère de Scriabine

Le Mystère est un projet artistique inachevé du compositeur russe Alexandre Scriabine. Il le débuta en 1903 et le laissa en grande partie inachevé à sa mort, douze ans plus tard. Il n'en reste qu'une partie de 53 pages, elle-même incomplète : L'acte préalable.

## Le projet
Scriabine voulait que cette pièce fasse appel à tous les sens (par des dispositifs tels que son « clavier à lumières » ou d'autres moins connus et souvent imaginés par le musicien lui-même, ainsi qu'à des rites, des danses et des caresses (voire des relations sexuelles), les spectateurs étant acteurs à part entière de la cérémonie. L'exécution de cette pièce, dont les aspirations mystico-philosophiques sont à mettre en rapport avec les théories théosophiques auxquelles Scriabine s'était beaucoup intéressé durant ses quinze dernières années, devait être suivie par la disparition de l'humanité (voire de l'univers) dans l'extase et son remplacement par des êtres plus « nobles ».

En 1913, il écrit dans une lettre à Sabaneïev : 

« Tous les animaux et les plantes sont une manifestation de notre psychisme.[…] Les insectes sont nés du soleil qui les nourrit. Ils sont les baisers du soleil, comme ma 10e Sonate qui est une sonate d'insectes. […] Je les éparpille aujourd'hui comme j'éparpille mes caresses.[…] Et le dernier jour, dans cette danse finale, moi-même et tout le reste, nous serons différents à la fin du Mystère. Ce ne seront plus des personnes, mais tout sera des caresses d'animaux, des baisers d'oiseaux, des serpents. »

Un autre écrit de Scriabine décrit : 

« Il n'y aura pas le moindre spectateur. Tout le monde sera participant. La performance exige des gens spéciaux, des artistes spéciaux et une culture complètement nouvelle. Le personnel inclut un orchestre, un grand chœur mixte, un instrument avec des effets visuels, des danseurs, un cortège, de l'encens et l'articulation du rythme et des autres sens. La cathédrale dans laquelle il aura lieu ne sera pas un bâtiment de pierres homogènes, mais changera continuellement avec l'atmosphère et le mouvement du Mysterium. Cela sera fait à l'aide des brumes et des lumières, qui modifieront les contours architecturaux. »

La durée totale de la pièce devait être de sept jours et son exécution devait se dérouler dans un temple sphérique (dont il nous reste quelques esquisses du compositeur lui-même) installé sur un terrain situé dans les contreforts de l'Himalaya qu'il avait prévu d'acheter, ou dans le parc de la Société théosophique à Adyar (en Inde). 
Comme à son habitude, le compositeur s'est inspiré de nombreux éléments symboliques dans l'élaboration harmonique et mélodique de son œuvre, d'origine mystique, mathématique ou encore astrologique.

## L'Acte Préalable
Alexander Nemtin, adepte de Scriabine, passa vingt-huit ans de sa vie à parachever l'Acte préalable, avant de le faire diriger en 1972 par Kirill Kondrachine, la performance étant enregistrée par le label soviétique Melodiya. Cet enregistrement est encore disponible. Il est composé de trois parties : 
- Univers (41:50)
- Homme (52:01)
- Transfiguration (1:01:54).

Il a nécessité un orchestre gigantesque de plusieurs centaines de musiciens mélangeant pianos, orgues à lumière, cuivres, harpes, instruments orientaux, choristes masculins, féminins et d'enfants, nombreux solistes, etc. Le style en est parfois proche de celui de son contemporain Mahler, et certains aspects peuvent également rappeler Stravinsky. Depuis, d'autres interprétations ont vu le jour, notamment à San Francisco sous la direction de Michael Tilson Thomas, ainsi qu'une production berlinoise de 1996 avec Vladimir Ashkenazy comme chef d'orechstre et Alexei Lubimov au piano  pour Decca, intitulée Preparation for The Final Mystery.